# Maculinea sabinorum
Maculinea sabinorum är en fjärilsart som beskrevs av Franz Dannehl 1933. Maculinea sabinorum ingår i släktet Maculinea och familjen juvelvingar. Inga underarter finns listade i Catalogue of Life.